# 杜巴斯·韋斯
杜巴斯·韋斯（Tobias Weis，1985年7月30日—）是一名德國足球運動員，擔任中場，現時效力德甲球會賀芬咸。

## 外部連結
- 賀芬咸 杜巴斯·韋斯球員檔案 （德文）
- Fussballdaten.de 杜巴斯·韋斯球員數據（页面存档备份，存于） （德文）